# Tim Gajser
Tim Gajser (geboren am 8. September 1996 in Ptuj) ist ein slowenischer Motocrossfahrer. Er wurde 2012 Motocross-Europameister in der Klasse 125 cm³ sowie Motocross-Juniorenweltmeister und gab in demselben Jahr sein Debüt in der Klasse MX2 der Motocross-Weltmeisterschaft auf KTM, in der er 2015 auf Honda den Titel gewann. 2016 stieg er für Honda in die höchste Klasse der Motocross-Weltmeisterschaft, die MXGP, auf und wurde dort auf Anhieb erneut Weltmeister. Diesen Erfolg konnte er 2019 und 2020 sowie 2022 wiederholen.

## Werdegang

### Herkunft und Persönliches
Gajser wurde am 8. September 1996 in Ptuj geboren. Sein Vater fährt ebenfalls Motocross und brachte seinen Sohn bereits früh mit dem Sport in Verbindung. Er fungiert heute noch als sein Trainer, Manager und Berater. Gajser hat zwei Schwestern und einen Bruder. Ein weiterer Bruder kam noch vor seiner Geburt im Alter von drei Jahren ums Leben, nachdem er bei einem Trainingsunfall vom eigenen Vater angefahren wurde. In Anlehnung an das Geburtsdatum seines verstorbenen Bruders, den 24. März, startet er mit der Startnummer 243.

### Sportliche Laufbahn

#### Von den Nachwuchsklassen bis zum Weltmeistertitel in der MX2
Tim Gajser gewann 2007 den Europameistertitel im Motocross in der Klasse 65 cm³ und 2009 in der Klasse 85 cm³. 2010 nahm er an ersten Rennen in der Klasse 125 cm³ der Motocross-Europameisterschaft teil und belegte in der Meisterschaft den 36. Rang. 2011 bestritt er auf KTM die gesamte Saison in dieser Klasse und wurde mit einem Gesamtsieg Vizemeister hinter dem Italiener Simone Zecchina und vor dem Schweizer Jeremy Seewer. Daneben startete er zu einigen Rennen in der Klasse EMX2 und wurde 42. in der Gesamtwertung. Bei der Motocross-Juniorenweltmeisterschaft 2011 erreichte er für KTM den sechsten Rang.
In der Saison 2012 bestritt Gajser für KTM seine zweite volle Saison in der Klasse 125 cm³ der Motocross-Europameisterschaft. Mit sechs Gesamtsiegen bei sieben Veranstaltungen gewann er den Meistertitel vor Magne Klingsheim aus Norwegen und Davide Bonini aus Italien. Zudem gewann er den Titel bei der Juniorenweltmeisterschaft 2012 im bulgarischen Sewliewo. In der Europameisterschaft nahm er erneut auch an einigen Rennen der EMX2 teil und wurde am Saisonende Achter in der Gesamtwertung. Ebenfalls gab Gajser in der Saison 2012 für KTM im Silveraction Team sein Debüt in der Motocross-Weltmeisterschaft in der Klasse MX2. Er trat zu vier Rennen bei den letzten beiden Veranstaltungen des Jahres an und belegte in der Weltmeisterschaft mit 13 Punkten den 35. Platz. Ein zwölfter Rang war dabei sein bestes Resultat. In der Motocross-Weltmeisterschaft 2013 trat er für KTM zu 22 Rennen im Team Marchetti Racing an. Mit 112 Punkten belegte er den 20. Platz in der Weltmeisterschaftswertung. Bestes Rennergebnis war ein sechster Platz. Auch in der Europameisterschaft absolvierte er vier Rennen in der Klasse EMX250 und wurde 37. der Gesamtwertung.
Ende 2013 wurde Gajser für das folgende Jahr von Honda unter Vertrag genommen. Somit startete er in der Motocross-Weltmeisterschaft 2014 für Honda Gariboldi in der Klasse MX2. Er bestritt erstmals eine volle Saison in der Weltmeisterschaft und gewann zwei Rennen in Brasilien und Mexiko, jedoch noch keinen Grand Prix. Mit 528 Punkten wurde er in seinem ersten Jahr auf Honda Fünfter in der Weltmeisterschaftswertung. Für die Weltmeisterschaft 2015 blieb Gajser bei Honda Gariboldi in der MX2. Am 19. April 2015 gelang ihm beim Grand Prix von Trentino im italienischen Arco der erste Gesamtsieg seiner Laufbahn. Beim Grand Prix von Großbritannien am 24. Mai 2015 stürzte er im Warm-up schwer. Er verlor für etwa eine Minute das Bewusstsein und verpasste beide Rennen. Mit seiner Rückkehr wurde er beim Grand Prix von Frankreich Gesamtzweiter hinter dem zu diesem Zeitpunkt gesamtführenden Niederländer Jeffrey Herlings. Im Anschluss daran erzielte er bei den Großen Preisen in Italien, Deutschland und Schweden drei Gesamtsiege nacheinander. Anfang August 2015 wurde bekannt, dass Honda den Vertrag mit dem damals 18-jährigen Gajser vorzeitig um fünf Jahre bis 2020 verlängert hatte.
Nachdem sein bis dahin gesamtführender Kontrahent Herlings nach dem Grand Prix von Schweden verletzungsbedingt vorzeitig aus der Motocross-Weltmeisterschaft 2015 ausgestiegen war, galt der zu diesem Zeitpunkt Gesamtzweite Gajser als Kandidat für den Titelgewinn in der MX2 in dieser Saison. Am 30. August 2015 gelang ihm beim Grand Prix der Niederlande sein bereits fünfter Gesamtsieg in dieser Saison. Beim Saisonfinale im US-amerikanischen San Bernardino gewann er mit einem vierten Gesamtrang den Weltmeistertitel vor Pauls Jonass und Max Anstie.

#### Mehrfache Weltmeistertitel in der MXGP
Zur Motocross-Weltmeisterschaft 2016 stieg Gajser in die Klasse MXGP auf, die höchste Klasse der Motocross-Weltmeisterschaft. Neben Gautier Paulin und Jewgeni Bobryschew im Team HRC fuhr er dort eine von drei Honda-Maschinen mit Werksunterstützung, startete im Gegensatz zu seinen Markenkollegen aber weiterhin für das eigentliche Kundenteam Honda Gariboldi. Bereits bei seinem ersten Grand Prix in der MXGP in Katar am 27. Februar 2016 gelang ihm ein Sieg. Dabei ließ er den Titelverteidiger der Saison 2015, Romain Febvre, ebenso hinter sich wie seinen Teamkollegen Jewgeni Bobryschew, die die Gesamtränge zwei und drei belegten. Im weiteren Verlauf seiner ersten Saison in der höchsten Klasse konnte er sechs weitere Grand Prix (Patagonien-Argentinien, Mexiko, Lettland, Spanien, Großbritannien und Lombardei) gewinnen. Am Saisonende wurde er mit 731 Punkten in seiner Debütsaison auf Anhieb Weltmeister und verwies Antonio Cairoli und Maximilian Nagl auf die Plätze zwei und drei der Weltmeisterschaftswertung. Den Titel hatte er sich bereits vorzeitig beim vorletzten Grand Prix of The Americas am 3. September 2016 mit Gesamtrang vier gesichert.
Für die Saison 2017 blieb Gajser bei seinem Team, das aber fortan als neues Team HRC unter Honda-Werksbanner antrat. Sein Teamkollege wurde Bobryschew, Paulin wechselte zu Husqvarna. Gajser fuhr drei Grand-Prix-Siege (Patagonien-Argentinien, Mexiko, Schweden) ein. Im Saisonverlauf hatte Gajser mehrere schwere Stürze zu verzeichnen. Im Vorfeld der Rennen zum Grand Prix von Frankreich wurde ihm daher die medizinische Startfreigabe verweigert. Wie sich später herausstellte, hatte Gajser offenbar bei einem der Stürze eine Fraktur des Schulterblattes erlitten. Er verpasste daher auch die Rennen in Russland. Am Saisonende lag er mit 530 Punkten auf Platz fünf der Weltmeisterschaftswertung. Auch in der Motocross-Weltmeisterschaft 2018 trat Gajser für das Team HRC in der MXGP an. Brian Bogers und Todd Waters waren in einzelnen Rennen seine Teamkollegen. Im Vorfeld der Saison erlitt Gajser bei einem Rennen in Mantua durch einen Sturz einen doppelten Kieferbruch. Aufgrund der Verletzung verpasste er den Saisonauftakt in Argentinien. Am Saisonende wurde er Vierter der Weltmeisterschaftswertung. Ein Grand-Prix-Sieg gelang ihm in diesem Jahr nicht.
Auch für die Saison 2019 blieb Gajser beim Team HRC. Der Niederländer Bogers war in diesem Jahr sein alleiniger Teamkollege. Nach zwei zweiten und einem dritten Gesamtrang bei drei Siegen des Italieners Cairoli zum Saisonauftakt gelang ihm am 7. April 2019 beim Grand Prix von Trentino sein erster Gesamtsieg nach fast 20 Monaten. Nach einem sechsten Platz beim Grand Prix der Lombardei folgte eine Serie von sieben Großen Preisen nacheinander (Portugal, Frankreich, Russland, Lettland, Deutschland, Indonesien und Asien), die Gajser gewann. In Belgien gewann er am 4. August 2019 bereits seinen neunten Grand Prix der Saison. Bereits beim viertletzten Grand Prix von Italien in Imola am 18. August 2019 sicherte sich Gajser vorzeitig seinen dritten Weltmeistertitel. Am Saisonende lag er dementsprechend mit 782 Punkten vor Jeremy Seewer und Glenn Coldenhoff an der Spitze der Weltmeisterschaftswertung.
Zur Weltmeisterschaft 2020 erhielt Gajser mit dem Australier Mitchell Evans einen neuen Teamkollegen. Bei den ersten beiden Großen Preisen in Großbritannien und den Niederlanden wurde Gajser jeweils hinter Jeffrey Herlings Zweiter. Anschließend musste die Saison aufgrund der COVID-19-Pandemie für längere Zeit unterbrochen werden. Erst im August wurde die nunmehr auf sechs Stationen reduzierte Saison, bei denen zum Teil mehrere Veranstaltungen ausgetragen wurden, wieder aufgenommen. Am 4. Oktober 2020 erzielte Gajser beim Grand Prix von Europa in Mantua den ersten Gesamtsieg nach mehr als einem Jahr. Zu diesem Zeitpunkt führte er die Weltmeisterschaftswertung bereits seit zwei Veranstaltungen an. Im weiteren Saisonverlauf konnte er vier weitere Gesamtsiege erlangen (Flandern-Belgien, Lommel, Pietramurata und Garda-Trentino) und gewann seinen dritten Titel in der höchsten Klasse der Motocross-Weltmeisterschaft.
Im Oktober 2020 wurden die Verträge von Gajser und Evans bei Honda um mehrere Jahre verlängert.

## Motocross-Weltmeisterschaft

### Gesamtübersicht
| Saison  | Klasse  | Team              | Motorrad | Grand Prix | Grand Prix | Einzelrennen | Einzelrennen | Punkte | Pos. |
| Saison  | Klasse  | Team              | Motorrad | Starts     | Siege      | Starts       | Siege        | Punkte | Pos. |
| ------- | ------- | ----------------- | -------- | ---------- | ---------- | ------------ | ------------ | ------ | ---- |
| 2012    | MX2     | Silveraction Team | KTM      | 002        | —          | 004          | —            | 0013   | 35.  |
| 2013    | MX2     | Marchetti Racing  | KTM      | 011        | —          | 022          | —            | 0112   | 20.  |
| 2014    | MX2     | Honda Gariboldi   | Honda    | 017        | —          | 034          | 02           | 0528   | 05.  |
| 2015    | MX2     | Honda Gariboldi   | Honda    | 017        | 05         | 033          | 04           | 0589   | 01.  |
| 2016    | MXGP    | Honda Gariboldi   | Honda    | 018        | 07         | 036          | 15           | 0731   | 01.  |
| 2017    | MXGP    | Team HRC MXGP     | Honda    | 016        | 03         | 032          | 08           | 0530   | 05.  |
| 2018    | MXGP    | Team HRC MXGP     | Honda    | 019        | —          | 038          | —            | 0669   | 04.  |
| 2019    | MXGP    | Team HRC          | Honda    | 018        | 09         | 036          | 16           | 0782   | 01.  |
| 2020    | MXGP    | Team HRC          | Honda    | 018        | 05         | 036          | 15           | 0720   | 01.  |
| 2022    | MXGP    | Team HRC          |          |            |            |              |              |        | 1.   |
| Gesamt: | Gesamt: | Gesamt:           | Gesamt:  | 136        | 29         | 271          | 60           | 4674   |      |

### Grand-Prix-Siege
| Nr. | Klasse | Datum             | Grand Prix             | Ort                  |
| --- | ------ | ----------------- | ---------------------- | -------------------- |
| 01. | MX2    | 19. April 2015    | Trentino               | Arco                 |
| 02. | MX2    | 14. Juni 2015     | Italien                | Maggiora             |
| 03. | MX2    | 21. Juni 2015     | Deutschland            | Teutschenthal        |
| 04. | MX2    | 05. Juli 2015     | Schweden               | Uddevalla            |
| 05. | MX2    | 30. August 2015   | Niederlande            | Assen                |
| 06. | MXGP   | 27. Februar 2016  | Katar                  | Lusail               |
| 07. | MXGP   | 10. April 2016    | Patagonien-Argentinien | Neuquén              |
| 08. | MXGP   | 17. April 2016    | Mexiko                 | León                 |
| 09. | MXGP   | 01. Mai 2016      | Lettland               | Ķegums               |
| 10. | MXGP   | 29. Mai 2016      | Spanien                | Talavera de la Reina |
| 11. | MXGP   | 19. Juni 2016     | Großbritannien         | Matterley Basin      |
| 12. | MXGP   | 26. Juni 2016     | Lombardei              | Mantua               |
| 13. | MXGP   | 19. März 2017     | Patagonien-Argentinien | Neuquén              |
| 14. | MXGP   | 02. April 2017    | Mexiko                 | León                 |
| 15. | MXGP   | 20. August 2017   | Schweden               | Uddevalla            |
| 16. | MXGP   | 07. April 2019    | Trentino               | Arco                 |
| 17. | MXGP   | 19. Mai 2019      | Portugal               | Águeda               |
| 18. | MXGP   | 26. Mai 2019      | Frankreich             | Saint-Jean-d’Angély  |
| 19. | MXGP   | 09. Juni 2019     | Russland               | Orljonok             |
| 20. | MXGP   | 16. Juni 2019     | Lettland               | Ķegums               |
| 21. | MXGP   | 23. Juni 2019     | Deutschland            | Teutschenthal        |
| 22. | MXGP   | 07. Juli 2019     | Indonesien             | Palembang            |
| 23. | MXGP   | 14. Juli 2019     | Asien                  | Semarang             |
| 24. | MXGP   | 04. August 2019   | Belgien                | Lommel               |
| 25. | MXGP   | 04. Oktober 2020  | Europa                 | Mantua               |
| 26. | MXGP   | 18. Oktober 2020  | Flandern-Belgien       | Lommel               |
| 27. | MXGP   | 25. Oktober 2020  | Lommel                 | Lommel               |
| 28. | MXGP   | 04. November 2020 | Pietramurata           | Pietramurata         |
| 29. | MXGP   | 08. November 2020 | Garda-Trentino         | Pietramurata         |